# Frank Griswold
Pour les articles homonymes, voir Griswold.
Frank Griswold (Frank Tracy Griswold III), né le 18 septembre 1937 à Bryn Mawr en Pennsylvanie et mort le 5 mars 2023 à Philadelphie en Pennsylvanie, est un évêque américain de l'Église épiscopalienne des États-Unis. 
Il est ordonné prêtre en 1963, puis devient évêque de Chicago de 1987 à 1998. En 1998, il est élu évêque président, ce qui correspond à une fonction de primat pour cette église ; il est élu à ce poste pour un mandat de neuf ans et cède la place en 2006 à Katharine Jefferts Schori, qui sera la première femme à occuper le poste.

## Biographie

### Mandat d'évêque président
Durant la période 1999-2003, et donc au cours de son mandat d'évêque président, Frank Griswold dirige la délégation anglicane lors de la phase II des discussions ARCIC avec l'Église catholique. Il y succède à l'évêque de Birmingham Mark Santer.
Frank Griswold est considéré comme de tendance anglo-catholique et libérale. C'est ainsi qu'il fait partie de l'association Affirming Catholicism, qui promeut une vision inclusive de l'anglicanisme, et affirme la compatibilité de la tradition catholique avec des réformes telles que l'ordination des femmes, ou encore des homosexuels. 
Le 7 juin 2003, un prêtre vivant ouvertement en couple homosexuel, Gene Robinson, est élu pour occuper le siège d'évêque du New Hampshire. Après des débats houleux, l'élection est confirmée en août au niveau de la convention générale de l'Église épiscopalienne, déclenchant l'extension de la controverse à l'ensemble de la Communion anglicane. L'archevêque de Cantorbéry Rowan Williams  convoque une réunion extraordinaire des primats de la Communion, dont Frank Griswold. Dans une déclaration commune, ils disent "regretter profondément" ces développements, et proclament que "nul n'a autorité pour introduire unilatéralement un nouvel enseignement comme si c'était celui de la Communion tout entière". Malgré cela, Gene Robinson est effectivement consacré trois semaines plus tard par l'évêque président Griswold, plaçant de façon durable la Communion au bord du schisme.
Lors de la même convention générale, une autre mesure controversée est prise : la tolérance de la mise en place, au niveau local, de liturgies pour célébrer et bénir les unions entre personnes de même sexe.
Cette séquence, qui fait entrer l'Église épiscopalienne dans la plus grave crise de son histoire, marque de toute son empreinte les jugements sur le mandat de Frank Griswold. Ce dernier est très critiqué par les anglicans américains de tendance orthodoxe qui l'accusent de mettre l'église en danger de mort, de trafiquer la doctrine, voire de mensonge,. Il l'est également par les primats anglicans du Global South qui considèrent que les liens d'intercommunion entre anglicans ne peuvent se fonder que sur une unité de foi. C'est le cas notamment de Peter Akinola, longtemps considéré comme proche de Griswold, et qui se met à soutenir des paroisses américaines cherchant à échapper à la tutelle de l'Église épiscopalienne (phénomène du réalignement anglican). De plus, le dialogue œcuménique est lui aussi mis en péril. Frank Griswold démissionne ainsi de son poste de président de la partie anglicane dans les discussions ARCIC avec les catholiques, et essuie également les critiques des orthodoxes.